# L'Église-aux-Bois
L'Église-aux-Bois , en occitano L'Egleisa aus Bòscs, es una comuna y población de Francia, en la región de Lemosín, departamento de Corrèze, en el distrito de Tulle y cantón de Treignac. Está integrada en la Communauté de communes de Vézère Monédières y en el Parque natural regional de Millevaches, en el Macizo Central.
Se encuentra a 2,5 km de Lacelle, en el norte del departamento de Corrèze y cerca del límite con Alto Vienne. 

## Etimología
El nombre de la comuna proviene de la palabra occitana glèisa, «église» en francés.

## Historia
A finales del siglo XII una casa antiguamente habitada por el clero, propiedad de la abadía de Uzerche fue cedida, pagando un censo anual, a los monjes de la abadía cisterciense de Dalon, donde instalaron una granja de dicha orden.
A finales del siglo XVIII (entre 1790 y 1794) absorbió la comuna de Neufvialle

## Demografía
| 308 | 289 | 305 | 328 | 326 | 312 | 309 | 385 | 388 | 400 | 409 | 376 | 374 | 632 | 522 | 510 | 509 | 504 | 502 | 503 | 395 | 361 | 312 | 279 | 235 | 208 | 150 | 139 | 98 | 75 | 59 | 41 | 42 |
| Para los censos de 1962 a 1999 la población legal corresponde a la población sin duplicidades (Fuente: INSEE [Consultar]) |     |     |     |     |     |     |     |     |     |     |     |     |     |     |     |     |     |     |     |     |     |     |     |     |     |     |     |    |    |    |    |    |

En 1915, la Enciclopedia Espasa le atribuía -sin citar fuente- 520 habitantes.

## Monumentos
Su iglesia parroquial (siglo XII), dedicada a San Cristóbal, alberga una pila bautismal del siglo XII, una Piedad de la primera mitad del siglo XVI y una imagen de San Cristóbal con el Niño Jesús de la segunda mitad del siglo XVII. También destaca en ella su baptisterio de granito.

## Economía
El censo de 1999 (INSEE) muestra una población activa compuesta por 12 personas.
Por sexos, 8 son varones y 4 mujeres (67 y 33 por ciento respectivamente).
Por sectores económicos, 8 se dedican a la agricultura y 4 a la construcción. Todos los empleados en la construcción son varones asalariados. Todos los empleados en la agricultura son no asalariados y se reparten igualmente entre varones y mujeres (cuatro de cada sexo). Hay al menos tres explotaciones de  ganadería bovina.

## Administración

### Alcaldes
- Entre 2001 y 2007 Hubert Besnier (PCF) (Fuente: Annuaire des Mairies de Corrèze 2006-07). De profesión, ganadero de bovinos. Cesó al presentar la dimisión.
- Desde 2007 Simone Jamilloux-Verdier.[1]